# Ловро Матачић
Ловро пл. Матачић (Сушак, 14. фебруар 1899 — Загреб, 4. јануар 1985) је био хрватски диригент, композитор и оперски редитељ. За време Другог светског рата, био је допуковник Хрватског домобранства и врховни војни капелник Независне Државе Хрватске.

## Биографија
Матачићи су пореклом из Хрватског загорја — разграната породица државних чиновника, официра и уметника. Године 1602. аустријски цар Рудолф II доделио је племство Петру Матачићу, официру у војсци Николе Шубића Зрињског, за заслуге у одбрани Сигета (1566). Отац Коломан био је правник, државни чиновник и оперски баритон; мајка Констанца пл. Никитеску-Ризо, по оцу Румунка, по мајци Немица, била је драмска глумица у Бечу, а наступала је под презименом своје мајке, као Констанца фон Линден. Године 1908. примљен је у Хор бечких дечака при Царској и краљевској дворској капели. Матурирао је 1916. на пијаристичкој класичној гимназији у Бечу. У том граду учио је клавир, оргуље, композицију и дириговање (Д. Валкер, И. Хербст, Ф. Шалк, О. Недбал), али није похађао Конзерваторијум нити је стекао диплому. Године 1916. постао је корепетитор Опере у Келну. После Првог светског рата био је оперски диригент у Осијеку (1919—1920), Новом Саду (1920—1922), Љубљани (1922—1924), Београду (1924—1932), Риги (друга половина 1931) и Загребу (1933—1938), а вршилац дужности директора и диригент Београдске опере и диригент Београдске филхармоније од 1938. до 1941.
По избијању Другог светског рата и успостави Независне Државе Хрватске прешао је у Загреб. Од фебруара 1942. био је уметнички директор Загребачке опере, а од августа врховни надзорник свих домобранских музика и заповедник музичара, резервних домобрана, чланова ХНК, који су давали музичке представе за војне гарнизоне. Имао је чин домобранског потпуковника. Током 1943. додељен је, као врховни војни капелник НДХ, Уреду за духовну скрб припадника оружаних снага НДХ у Бечу. Година 1942—45. ангажован је као диригент у Опери града Беча, а гостовао је и у Немачкој, Италији, Шпанији, Летонији и Румунији. Године 1943—44. настаје играно-документарни филм Борци за Хрватску, у којем је потписан као аутор музике, а појављује се и у самом филму.
После рата оптужен је за сарадњу с режимом НДХ. Јула 1945. осуђен је на пет година принудног рада с лишењем слободе и пет година губитка политичких и појединих грађанских права. Помилован је после годину дана. Кратко је био корепетитор на Радио Загребу, но убрзо је отпуштен. Од фебруара 1948. до маја 1953. био је диригент и редитељ новоосноване Опере и Македонске филхармоније у Скопљу. Између 1950. и 1952. гостовао је у Љубљани као оперски и концертни диригент, а 1952—1954. ангажован је као диригент Опере на Ријеци, где је наступао и на концертима и дириговао хором „Јека Приморја”. По Титовом одобрењу добио је 1954. југословенски пасош и тада се развила његова блистава међународна каријера.
Од 1956. до 1958. био је шеф-диригент Саксонске државне капеле у Дрездену и Државне опере у Источном Берлину. Године 1961—1966. наследио је Ђерђа Шолтија као директор опере у Франкфурту на Мајни, уз стална гостовања у Бечкој државној опери. У периоду 1966—1970. био је у статусу слободног уметника. За почасног диригента Симфонијског оркестра Јапанске радиодифузије у Токију именован је 1967. Од 1970. до 1980. водио је Загребачку филхармонију (почасни диригент до смрти). Паралелно је, од 1974. до 1979, био шеф-диригент Националног оркестра Опере у Монте Карлу. Године 1969. био је члан жирија првог диригентског такмичења фондације Херберта фон Карајана у Западном Берлину. Први је инострани диригент који је позван да отвори фестивал „Прашко пролеће” извођењем циклуса Моја домовина Б. Сметане (1984).
Највеће је диригентско име у историји хрватске музике и један од најзначајнијих светских диригената XX века. Наступао је у најзначајнијим оперским позориштима и с највећим репродуктивним уметницима. Један је од најдубљих и најцењенијих диригената музике А. Брукнера и музичких драма Р. Вагнера у свету у другој половини XX века. У његова антологијска извођења убрајају се и: опера Орфеј и Еуридика К. В. Глука, Јенуфа, Глагољска миса и Симфонијета Л. Јаначека, Сметанине симфонијске поеме, дела К. Монтевердија и В. А. Моцарта. Хрватску и југословенску музику задужио је премијерним и репертоарским интерпретацијама бројних домаћих остварења, укључујући и она најмлађих стваралаца. Снимао је за водеће дискографске куће – за британску „Колумбију”, „His Master’s Voice”, „ЕМI”, чехословачки „Супрафон”, јапански „Денон” и др. Успешно се, на разним странама, бавио оперском режијом.
Дубок траг оставио је у српској музичкој култури међуратног доба. Година 1924—1931, 1935—1936. и 1938. био је диригент Академског певачког друштва „Обилић”. За његовог дириговања тај ансамбл имао је репутацију једног од најбољих европских хорова (изузетно успешне турнеје и концерти у Пољској, Грчкој, Бечу, Чехословачкој и Француској). Током 1932. био је диригент Првог београдског певачког друштва. С тим Хором је са запаженим успехом извео Мису папе Марчелија Ђ. П. да Палестрине (1925). Од 1924. до 1932. био је диригент, а 1938—1941. и в. д. директора Београдске опере. Његова делатност довела је до великог успона те куће у репертоарском и извођачком погледу. Поред осталог, Матачић је дириговао на премијери опере Кнез од Зете Петра Коњовића (1929). Од 1938. до 1941. био је и шеф-диригент Београдске филхармоније. Ондашњи концерти, с репертоаром који је укључивао и савременија европска и домаћа дела, досезали су висок уметнички и технички ниво. Био је то веома значајан период у историји тог оркестра.
За Србију га везују два брака. Обавезни војни рок у југословенској Краљевини служио је као војни музичар у Новом Саду и тамо је упознао своју прву супругу Карлу Дубску, чешку соло певачицу (једна од тетака композитора Василија Мокрањца). Године 1933. венчао се с Елизабетом Левенсон, из београдске јеврејске породице. За ангажмана у Македонском народном театру у Скопљу упознао је Бугарку Јасмину Јанакијеву и с њом остао у контакту до краја свога живота. Није утврђено да ли је то био његов трећи брак.
Његов положај и делатност за време НДХ били су узрок снажним протестима који су онемогућили да у Београду наступа после Другог светског рата.
Бавио се и компоновањем (соло песме, симфонијски лид, камерна, оркестарска, вокалноинструментална, позоришна музика). Већина његових партитура изгубљена је, неке су сачуване непотпуно. Преостали су поједини снимци живих извођења његових дела.
У складу с тестаментом брачног пара Матачић, у Загребу је 1987. основан Фонд за стипендирање младих диригената „Ловро и Лили Матачић” (www.matacic.hr). Од 1995. под покровитељством Фонда одржава се, сваке четврте године, Међународно такмичење младих диригената „Ловро фон Матачић”. Заоставштина се чува у Архиву Хрватског глазбеног завода у Загребу.

## Награде и признања
Носилац је француског Ордена академских палми, за свечано извођење опере Борис Годунов Модеста Мусоргског у париској Великој опери 1939, поводом стогодишњице рођења руског композитора.
Добитник је Брукнерове медаље Међународног Брукнеровог друштва у Линцу, као један од дванаесторице највећих тумача Брукнерове музике у свету, Брукнеровог прстена Бечких симфоничара, Јаначекове и Сметанине медаље Владе Чехословачке, Крста првог реда за науку и уметност Председника Републике Аустрије, медаље „Ханс фон Билов” Берлинске филхармоније и других признања. Добитник је награде „Милка Трнина” Удружења музичких умјетника Хрватске (1971) те почасни члан тога Удружења, „Вјесникове” награде „Јосип Штолцер Славенски” (1983) и почасни члан Хрватског глазбеног завода у Загребу (1977).